# Jana Sedláková
Jana Sedláková (* 23. září 1988) je česká právnička, advokátka a zakládající partnerka advokátní kanceláře SEDLAKOVA LEGAL.

## Život
Sedláková vystudovala Právnickou fakultu Masarykovy univerzity, kterou ukončila v roce 2011 obhajobou diplomové práce Guerilla marketing a právo proti nekalé soutěži, po 4 letech studia. Po koncipientuře se nechtěla uvázat k práci pro jiného advokáta, protože by mu nedokázala slíbit plný úvazek při péči o malé děti. Vlastní kancelář založila v roce 2015, v roce 2017 jako s. r. o. V témže roce také získala ocenění časopisu Ekonom Inovativní právník. Advokátní služby vnímá tak, že chce, aby klientům vydělávaly peníze, přičemž se snaží „provázet je světem práva“. Svoji značku chce budovat na responzivnosti, protože podle ní nelze, aby IT společnosti dokázaly vytvořit aplikaci za den práce a rozvoj brzdil právník přípravou smluv a obchodních podmínek. Je také společníkem v daňové a účetní kanceláři TaxCounting, s.r.o. a také ve společnosti Ochrana nápadů s.r.o., která se zaměřuje na pomoc začínajícím podnikatelům v moderních odvětvích.